# Janice Bolland
Janice Bolland, verh. Bolland Tanner, (* 25. Januar 1966 in Cheyenne) ist eine ehemalige US-amerikanische Radrennfahrerin und Weltmeisterin.
1990 gewann Janice Bolland die Tour of Somerville. Im Jahr darauf errang sie bei den Panamerikanischen Spielen in Havanna die Bronzemedaille im Straßenrennen. Bei den UCI-Straßen-Weltmeisterschaften 1992 errang sie gemeinsam mit Danute Bankaitis-Davis, Jeanne Golay und Eve Stephenson den Titel im Mannschaftszeitfahren, bei der WM 1993 belegte das US-amerikanische Team mit Bolland, Golay, Stephenson und Deirdre Demet-Barry Rang zwei. 1996 wurde Bolland US-amerikanische Meisterin im Querfeldein-Rennen, 1997 Vize-Meisterin.
2003 wurde Janice Bolland in die Beaver County Sports Hall of Fame aufgenommen. Heute betreibt sie gemeinsam mit ihrem Mann ein Fahrradgeschäft.